# Willem Meijer (verzetsstrijder)
Willem Meijer (Den Helder, 6 januari 1906 – Auschwitz, 15 november 1942) was een Nederlandse verzetsstrijder tijdens de Tweede Wereldoorlog.

## Biografie
Meijer werd geboren in Den Helder. In 1931 trouwde hij in Delft met Geertruida Sack. In hetzelfde jaar stelde hij zich kandidaat voor de gemeenteraad in Delft, namens de afdeling Delft van de Communistische Partij Nederland. Hij was een fabrieksarbeider in Delft en van 1936 tot 1940 gemeenteraadslid in deze stad namens de CPN.

### Tweede Wereldoorlog
Direct na het uitbreken van de oorlog werd hij actief in het Delftse verzet. In zijn groep zat onder meer sigarenwinkelier Pieter van der Kam. De verzetsgroep hielp veel mensen onder te duiken.
Op 24 juni 1941 werd Meijer door de Delftse politie gearresteerd op verdenking van illegale werken tegen de bezetter. Na een kort verblijf in de Scheveningse gevangenis werd hij als politiek gevangene overgeplaatst. 
Meijer werd achtereenvolgens naar de volgende kampen doorgevoerd:
1. Schoorl
2. Amersfoort
3. Neuengamme
4. Dachau (per 17 juni 1942)
5. Auschwitz (per 26 oktober 1942)[5]

Uit een brief van een medegevangene, gestuurd na de oorlog, blijkt dat Meijer in de kampen een steunpilaar is geweest voor veel anderen. Uiteindelijk bezweek hij aan de ontberingen op 15 november 1942 in Auschwitz.
Zijn weduwe Geertruida Meijer-Sack ontving na de oorlog een persoonlijke brief van koningin Wilhelmina, waarin zij schreef: 'De meedogenloze vijand zag in uw echtgenoot Willem als illegale werker een gevaar voor zijn misdadige bedoelingen. Zoo moest hij niet alleen naar een concentratiekamp gevoerd worden, maar tevens werden hem geestelijke en lichamelijke mishandelingen opgelegd. Door alle leed, wat zijn deel werd, is hij op 15 november 1942 te Auschwitz bezweken. Ik bied u bij dit verlies mijn oprechte deelneming aan. Zijn lijden en sterven zullen door ons allen niet vergeten worden.'

## Eerbetoon
- Zijn naam staat vermeld op de Erelijst van Gevallenen 1940-1945.[6]
- Zijn naam staat vermeld op het digitaal Monument Neuengamme.[7]